# Форест (окръг, Мисисипи)
Окръг Форест (на английски: Forrest County) е окръг в щата Мисисипи, Съединени американски щати. Площта му е 1217 km², а населението - 72 604 души (2000). Административен център е град Хатисбърг.